# Cantón de Saint-Jean-du-Gard
El cantón de Saint-Jean-du-Gard era una división administrativa francesa, que estaba situada en el departamento de Gard y la región de Languedoc-Rosellón.

## Composición
El cantón estaba formado por tres comunas:
- Corbès
- Mialet
- Saint-Jean-du-Gard

## Supresión del cantón de Saint-Jean-du-Gard
En aplicación del Decreto nº 2014-232 de 24 de febrero de 2014, el cantón de Saint-Jean-du-Gard fue suprimido el 22 de marzo de 2015 y sus 3 comunas pasaron a formar parte del nuevo cantón de La Grand-Combe.